# Michèle Audin

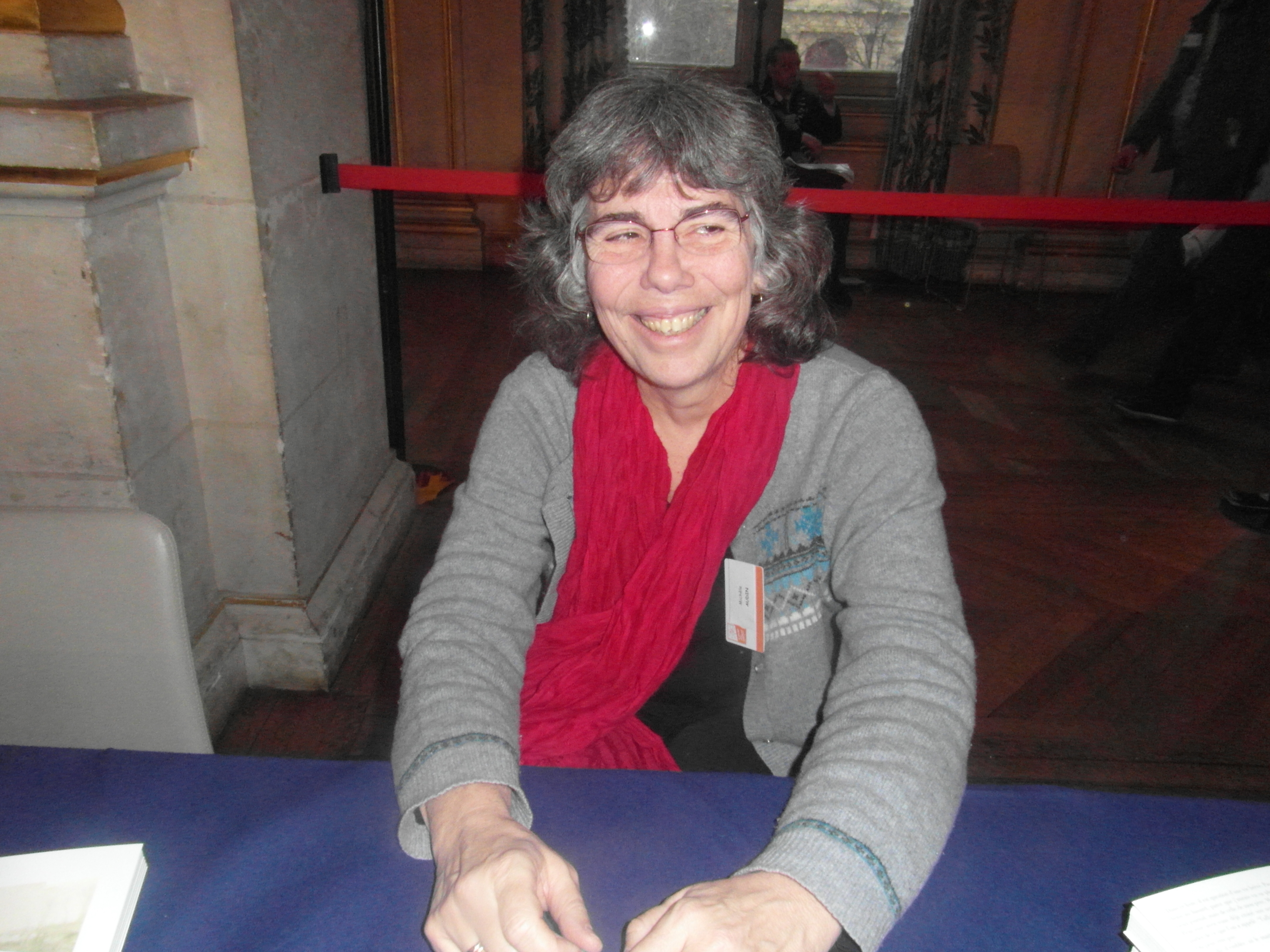

Michèle Audin (* 1954 in Algier) ist eine französische Mathematikerin, die sich mit Symplektischer Geometrie und Mathematikgeschichte befasst. Außerdem ist sie Schriftstellerin.
Michèle Audin ist die Tochter des Mathematikers Maurice Audin. Sie studierte an der École normale supérieure de jeunes filles in Sèvres und wurde 1986 an der Universität Paris-Süd in Orsay promoviert (Cobordismes d'immersions lagrangiennes et legendriennes). Sie ist seit den 1990er Jahren Professorin an der Universität Louis Pasteur in Straßburg (Institut de Recherche mathématique avancée, IRMA) und arbeitet über Symplektische Geometrie, Torus-Wirkungen und Integrable Systeme.
Im Rahmen der Symplektischen Geometrie, die ihre Wurzeln in der mathematischen Formulierung der klassischen Mechanik (und Optik) im Hamiltonformalismus hat, befasste sie sich auch mit integrablen Fällen klassischer dynamischer Systeme wie verschiedenen Kreiseln (ein bekannter Spezialfall stammt dort von Sofia Kowalewskaja aus dem 19. Jahrhundert). Als Mathematikhistorikerin schrieb sie ein Buch über die Anfänge der fraktalen Geometrie in der Funktionentheorie bei den Franzosen Pierre Fatou und Gaston Julia (sowie Paul Montel).
2009 lehnte sie die Annahme der Mitgliedschaft in der Ehrenlegion ab, da der französische Staatspräsident nicht auf einen Brief ihrer Mutter über die Aufklärung des Schicksals ihres Vaters eingegangen war. Ihr Vater starb in Algerien 1957 nach Folter durch französische Fallschirmjäger. 2013 veröffentlichte sie ein Buch über ihren Vater (Une vie brève).
Sie schrieb auch einen Roman über die Geschichte des Satzes von Stokes und recherchierte das Leben ansonsten unbekannter junger Frauen der 1930er Jahre (Mademoiselle Haas). Ihr Roman Comme une rivière bleue beschreibt das alltägliche Leben während der Pariser Kommune.

## Schriften
- Comme une rivière bleue. Paris 1871. Roman. Gallimard Paris 2017, ISBN 978-2-07-274136-4.
- La formule de Stokes, roman. Cassini, Paris 2016, ISBN 978-2-84225-206-9.
- Mademoiselle Haas. Récits. Gallimard, Paris 2016, ISBN 978-2-07-017812-4.
- Une vie brève. Récit. Gallimard, Paris 2013, ISBN 978-2-07-014001-5.
- als Herausgeberin: Correspondance entre Henri Cartan et André Weil. (1928–1991) (= Documents Mathématiques. 6). Société Mathématique de France, Paris 2011, ISBN 978-2-85629-314-0.
- Une histoire de Jacques Feldbau. Société Mathématique de France, Paris 2010, ISBN 978-2-85629-277-8 (Deutsch: Jacques Feldbau, Topologe. Das Schicksal eines jüdischen Mathematikers (1914–1945). Springer Spektrum, Berlin 2012, ISBN 978-3-642-25803-9).
- Fatou, Julia, Montel. Le Grand Prix des sciences mathématiques de 1918, et après ... Springer, Berlin u. a. 2009, ISBN 978-3-642-00445-2.
- Souvenirs sur Sofia Kovalevskaya (= Orizzonti. 101). Calvage et Mounet, Paris 2008, ISBN 978-2-916352-05-3.
- mit Ana Cannas da Silva, Eugene Lerman: Symplectic geometry of integrable Hamiltonian systems. Birkhäuser, Basel u. a. 2003, ISBN 3-7643-2167-9.
- Les systèmes hamiltoniens et leur intégrabilité (= Collection SMF. Cours spécialisés. 8). Société Mathématique de France u. a., Marseille u. a. 2001, ISBN 2-86883-522-8.
- Géométrie. Belin u. a., Paris u. a. 1998, ISBN 2-7011-2130-2.
- als Herausgeberin: Matériaux pour l’histoire des mathématiques au XXe siècle. Actes du colloque à la mémoire de Jean Dieudonné (Nice, 1996) (= Collection SMF. Cours spécialisés. 3). Société Mathématique de France, Paris 1998, ISBN 2-85629-065-5.
- Spinning tops. A course on integrable systems (= Cambridge Studies in Advanced Mathematics. 51). Cambridge University Press, Cambridge u. a. 1996, ISBN 0-521-56129-9.
- Opérations hamiltoniennes de tores sur les variétés symplectiques. (Quelques méthodes topologiques). Université Louis Pasteur – Institut de Recherche Mathématique Avancée, Straßburg 1989.